# Robert Cornelius

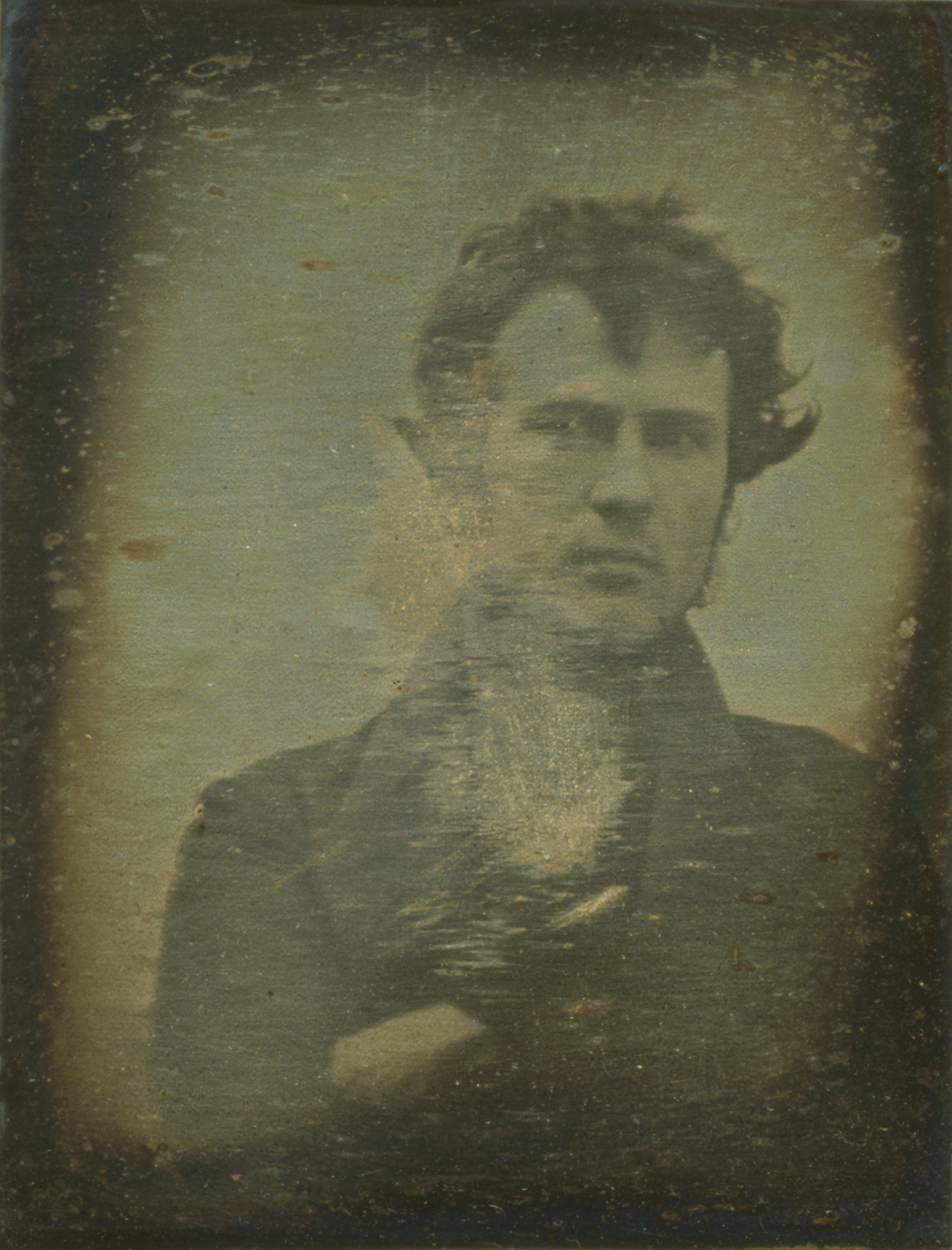
Selbstporträt von Robert Cornelius. Auf der Rückseite steht, „Das erste jemals gemachte Lichtbild.“

Robert Cornelius (* 1. März 1809 in Philadelphia PA; † 10. August 1893 in Frankford (Philadelphia) PA) war ein US-amerikanischer Pionier der Fotografie. 
Als Kind eines niederländischen Immigranten besuchte Robert Cornelius eine private Schule. Besonderes Interesse entwickelte er dabei an der Chemie. 1831 begann er, für seinen Vater zu arbeiten. Dabei spezialisierte er sich auf Versilberung und Metallpolitur. Seine Arbeiten erregten die Aufmerksamkeit von Joseph Saxton, der ihn beauftragte, eine silberne Platte für seine Daguerreotypie der Central High School in Philadelphia herzustellen. Es war dieses Treffen, das Cornelius’ Interesse für Fotografie weckte.
Mit seinem eigenen chemischen und metallurgischen Wissen und mit Hilfe des Chemikers Paul Beck Goddard versuchte Cornelius, die Daguerreotypie zu perfektionieren. Vermutlich im Oktober 1839 fotografierte er sich außerhalb des Geschäfts seiner Familie. Die so hergestellte Daguerreotypie zeigt einen nicht mittig stehenden Mann mit verschränkten Armen und zerzaustem Haar. Dieses Selbstporträt ist die erste Fotografie eines Menschen in Amerika und gilt heute als erstes Selfie.
Cornelius betrieb zwischen 1839 und 1843 zwei der ersten Fotostudios in den Vereinigten Staaten. Als die Popularität der Fotografie wuchs und immer mehr Fotografen Fotostudios eröffneten, verlor Cornelius das Interesse oder sah ein, dass er mehr Geld im Gas- und Beleuchtungsbetrieb seiner Familie verdienen konnte.
1862 wurde er zum Mitglied der American Philosophical Society gewählt.